# ريكاردو فيلا
ريكاردو فيلا (بالإسبانية: Ricardo Villa González) هو موزع وملحن إسباني، ولد في 23 أكتوبر 1873 في مدريد في إسبانيا، وتوفي بنفس المكان في 10 أبريل 1935.

## وصلات خارجية
- ريكاردو فيلا على موقع ميوزك برينز (الإنجليزية)
- ريكاردو فيلا على موقع ديسكوغز (الإنجليزية)